# تپه چیا باو (۲)
تپه چیا باو (۲) در شهرستان گیلانغرب، بخش گواور، دهستان حیدریه، ۶۰۰ متری جنوب روستای قیطول واقع شده و این اثر در تاریخ ۲۷ اسفند ۱۳۸۶ با شمارهٔ ثبت ۲۲۴۱۸ به‌عنوان یکی از آثار ملی ایران به ثبت رسیده است.